# Nati il 5 ottobre

## XIV secolo(2)
- 1338 - Alessio III di Trebisonda, imperatore bizantino († 1390)
- 1377 - Luigi II d'Angiò, principe francese († 1417)

## XV secolo(1)
- 1409 - Carlo VIII di Svezia, sovrano († 1470)

## XVI secolo(9)
- 1507 - Durante Duranti, cardinale e vescovo cattolico italiano († 1558)
- 1509 - Gian Francesco Trivulzio, nobile e condottiero italiano († 1573)
- 1515 - Celso Martinengo, umanista e teologo italiano († 1557)
- 1531 - Satake Yoshiaki, militare giapponese († 1565)
- 1542 - Louis de Berlaymont, arcivescovo cattolico belga († 1596)
- 1557 - Antoine Favre, giurista francese († 1624)
- 1595 - Francesca Caterina di Savoia, principessa e religiosa italiana († 1640)
- 1600 - Thomas Goodwin, teologo britannico († 1680)
- 1600 - Carlo Antonio Manzini, astronomo e matematico italiano († 1677)

## XVII secolo(17)
- 1609 - Paul Fleming, poeta e medico tedesco († 1640)
- 1617 - Dorothy Sidney, nobile inglese († 1684)
- 1620 - Martín Ibáñez y Villanueva, arcivescovo cattolico spagnolo († 1695)
- 1624 - Gaspar de Witte, pittore fiammingo († 1681)
- 1625 - Edoardo del Palatinato-Simmern, nobile († 1663)
- 1626 - Giorgio II di Württemberg-Mömpelgard, duca tedesco († 1699)
- 1628 - Cesare Ugolini, vescovo cattolico italiano († 1699)
- 1640 - Françoise-Athénaïs di Montespan, nobildonna francese († 1707)
- 1641 - Kira Yoshinaka, militare giapponese († 1702)
- 1644 - Diego Vicencio de Vidania, presbitero, giurista e storico spagnolo († 1732)
- 1653 - Daniele Dolfin, cardinale e arcivescovo cattolico italiano († 1704)
- 1658 - Maria Beatrice d'Este, regina († 1718)
- 1670 - Tomás de Almeida, cardinale e patriarca cattolico portoghese († 1754)
- 1671 - Alfonso Mariconda, arcivescovo cattolico italiano († 1737)
- 1677 - Pietro Grimani, doge († 1752)
- 1688 - Gerlach Adolph von Münchhausen, politico tedesco († 1770)
- 1698 - Francesco Oradini, scultore e architetto italiano († 1754)

## XVIII secolo(40)
- 1702 - Odoardo Corsini, religioso, matematico e filosofo italiano († 1765)
- 1702 - Giuseppe Federico di Sassonia-Hildburghausen, generale austriaco († 1787)
- 1703 - Jonathan Edwards, filosofo e teologo statunitense († 1758)
- 1706 - Filippo Venuti, archeologo e enciclopedista italiano († 1768)
- 1709 - Ludovico Stern, pittore italiano († 1777)
- 1712 - Vito Antonio Conversi, pittore italiano († 1756)
- 1712 - Francesco Guardi, pittore italiano († 1793)
- 1713 - Denis Diderot, filosofo, critico d'arte e enciclopedista francese († 1784)
- 1715 - Victor Riqueti de Mirabeau, economista francese († 1789)
- 1716 - Ottaviano Diodati, letterato, editore e architetto italiano († 1786)
- 1717 - Marie-Anne de Mailly, francese († 1744)
- 1721 - Giovacchino Gaspero Carcacci, artigiano italiano († 1780)
- 1722 - Gregorio Sciroli, compositore italiano († 1781)
- 1727 - Giandomenico Coleti, gesuita, scrittore e storico italiano († 1798)
- 1728 - Cavaliere d'Éon, diplomatico, nobile e agente segreto francese († 1810)
- 1733 - Louis Jean-Jacques Durameau, pittore francese († 1796)
- 1743 - Louis Genty, abate francese († 1817)
- 1746 - Mathieu Jouve Jourdan, rivoluzionario francese († 1794)
- 1751 - James Iredell, giudice statunitense († 1799)
- 1751 - John Shore, I barone Teignmouth, funzionario britannico († 1834)
- 1757 - Luisa Adelaide di Borbone-Condé, religiosa francese († 1824)
- 1758 - Seymour Fleming, nobile britannica († 1818)
- 1758 - Józef Ossoliński, politico polacco († 1834)
- 1759 - Teodoro Monticelli, presbitero e naturalista italiano († 1845)
- 1762 - Giuseppe Maria Galleani, generale e politico italiano († 1838)
- 1765 - Matteo Angelo Galdi, politico, giurista e pedagogo italiano († 1821)
- 1766 - Giuseppe Benedetto di Savoia, nobile († 1802)
- 1768 - Gian Secondo de Canis, avvocato, storico e numismatico italiano († 1830)
- 1773 - Anselmo Ronchetti, artigiano italiano († 1833)
- 1777 - Pietro Carlo Maria Vial de Maton, generale francese († 1863)
- 1778 - Jacques Joseph Champollion-Figeac, archeologo e storico francese († 1867)
- 1781 - Bernard Bolzano, matematico e filosofo boemo († 1848)
- 1783 - Domenico Simeone Oliva, poeta, letterato e traduttore italiano († 1842)
- 1785 - Francesco Benedetti, poeta e scrittore italiano († 1821)
- 1789 - William Scoresby, esploratore e scienziato britannico († 1857)
- 1794 - Pietro Marini, cardinale italiano († 1863)
- 1795 - Karl Ludwig Sand, assassino tedesco († 1820)
- 1797 - John Gardner Wilkinson, egittologo inglese († 1875)
- 1799 - Karl Bernhardi, bibliotecario e linguista tedesco († 1874)
- 1800 - Paolina Leopardi, scrittrice e traduttrice italiana († 1869)

## XIX secolo(183)
- 1802 - Giovanni Maria Allodi, religioso, teologo e storiografo italiano († 1884)
- 1802 - Andreas Faye, presbitero e storico norvegese († 1869)
- 1803 - Ercole Coccapani Imperiali, nobile e politico italiano († 1861)
- 1807 - Constant Dutilleux, pittore, incisore e disegnatore francese († 1865)
- 1808 - Wilhelm Weitling, rivoluzionario tedesco († 1871)
- 1809 - Emmanuele Borgatta, pianista e compositore italiano († 1883)
- 1810 - Carlo Mayr, avvocato e politico italiano († 1882)
- 1811 - Moritz Richard Schomburgk, botanico tedesco († 1891)
- 1814 - Francesco Restelli, politico, patriota e avvocato italiano († 1890)
- 1814 - Giovanni Visone, politico e nobile italiano († 1893)
- 1815 - Josep Maria Bocabella, filantropo spagnolo († 1892)
- 1816 - Rodolfo del Liechtenstein, principe austriaco († 1848)
- 1818 - Carlo Emanuele Belli, militare italiano († 1888)
- 1820 - Giovanmaria Scotti, patriota italiano († 1880)
- 1821 - Rudolf Haym, storico, filosofo e letterato tedesco († 1901)
- 1822 - Bruno Carranza Ramírez, politico costaricano († 1891)
- 1822 - Heinrich Ehrlich, compositore e pianista tedesco († 1899)
- 1822 - Guglielmo Folliero de Luna, scrittore italiano († 1871)
- 1823 - Raffaele Andreoli, letterato italiano († 1891)
- 1823 - Vincenzo Battista, compositore e direttore d'orchestra italiano
- 1824 - Henry Chadwick, giornalista e storico inglese († 1908)
- 1825 - John Xantus de Vesey, etnologo, naturalista e zoologo ungherese († 1894)
- 1827 - Leone Fortis, giornalista, scrittore e critico musicale italiano († 1898)
- 1827 - Arthur de La Borderie, storico francese († 1901)
- 1829 - Chester Arthur, avvocato, politico e generale statunitense († 1886)
- 1832 - Alessandro Legnazzi, giornalista e politico italiano († 1904)
- 1837 - José Plácido Caamaño, politico ecuadoriano († 1901)
- 1839 - Eugène Varlin, politico francese († 1871)
- 1840 - Giovanni II del Liechtenstein, sovrano († 1929)
- 1840 - John Addington Symonds, critico letterario, poeta e storico dell'arte inglese († 1893)
- 1840 - Vilhelm Topsøe, scrittore danese († 1881)
- 1840 - Valdemaro Vecchi, editore e tipografo italiano († 1906)
- 1841 - Philipp Mainländer, poeta e filosofo tedesco († 1876)
- 1843 - William Favre, politico e mecenate svizzero († 1918)
- 1844 - Francesco De Pietro, vescovo cattolico italiano († 1934)
- 1845 - Ernesto Nathan, politico italiano († 1921)
- 1846 - Francis Aidan Gasquet, cardinale britannico († 1929)
- 1847 - Igino Bandi, vescovo cattolico italiano († 1914)
- 1847 - Anghel Demetriescu, storico e scrittore rumeno († 1903)
- 1848 - Édouard Detaille, pittore francese († 1912)
- 1848 - Guido von List, poeta, giornalista e esoterista austriaco († 1919)
- 1849 - Wilhelm Blos, politico, scrittore e giornalista tedesco († 1927)
- 1851 - Thomas Pollock Anshutz, pittore statunitense († 1912)
- 1851 - Francesco Guicciardini, politico italiano († 1915)
- 1853 - Johann Nepomuk Schnabl, micologo tedesco († 1899)
- 1853 - Konstantin Stoilov, politico bulgaro († 1901)
- 1854 - Magno Magni, imprenditore italiano († 1937)
- 1854 - John Wylie, calciatore inglese († 1924)
- 1855 - Jean Discart, pittore italiano († 1940)
- 1856 - Julij Michajlovič Šokal'skij, geografo, oceanografo e cartografo russo († 1940)
- 1856 - Feliks Feliksovič Sumarokov-Ėl'ston, nobile e ufficiale russo († 1928)
- 1858 - Ayn-al-Hayat Rifaat, nobile egiziana († 1910)
- 1858 - Enrico di Battenberg, nobile britannico († 1896)
- 1860 - Giovanni Baroni, storico, avvocato e politico italiano († 1949)
- 1860 - Francesco Domenighini, pittore italiano († 1950)
- 1860 - Lucien Laberthonnière, prete, filosofo e teologo francese († 1932)
- 1861 - Thomas Little Heath, matematico e traduttore inglese († 1940)
- 1861 - Ismael Montes, politico e generale boliviano († 1933)
- 1861 - Quirino Nofri, politico italiano († 1937)
- 1861 - Achille Terracciano, esploratore e botanico italiano († 1917)
- 1861 - Arthur Upton, pallanuotista belga
- 1862 - Giovanni Alessio, avvocato e politico italiano († 1917)
- 1862 - Wilhelm Solf, politico e diplomatico tedesco († 1936)
- 1863 - Ludwig Borchardt, archeologo tedesco († 1938)
- 1863 - Klara Zamenhof, esperantista polacca († 1924)
- 1864 - Giuseppe Antonio Caruso, vescovo cattolico italiano († 1930)
- 1864 - Ida Hofmann, pianista e pedagoga tedesca († 1926)
- 1864 - Hermina Walch-Kaminski, medica rumena († 1946)
- 1864 - Arthur Zimmermann, politico tedesco († 1940)
- 1865 - Carlo Fontana, scultore italiano († 1956)
- 1867 - Sergej Ivanovič Gusev-Orenburgskij, scrittore russo († 1963)
- 1867 - Frank Harris Hitchcock, politico statunitense († 1935)
- 1867 - Harvey Logan, pistolero statunitense († 1904)
- 1869 - Ellen Thesleff, pittrice finlandese († 1954)
- 1870 - Aleksej Pavlovič Čapygin, scrittore russo († 1937)
- 1870 - Giovanni Crocioni, filosofo, filologo e pedagogista italiano († 1954)
- 1872 - Carl Galle, mezzofondista tedesco († 1963)
- 1872 - Gina Lombroso, divulgatrice scientifica, medico e scrittrice italiana († 1944)
- 1872 - Nicolao Milone, vescovo cattolico italiano († 1945)
- 1872 - Agustín Parrado y García, cardinale e arcivescovo cattolico spagnolo († 1946)
- 1872 - Friedrich Rittelmeyer, teologo tedesco († 1938)
- 1872 - Edith Wilson, first lady statunitense († 1961)
- 1872 - Lawrence C. Windom, regista statunitense († 1957)
- 1873 - Otto Falckenberg, regista, manager e drammaturgo tedesco († 1947)
- 1873 - Merritt Lyndon Fernald, botanico statunitense († 1950)
- 1873 - Sebastiano Gallina, generale italiano († 1945)
- 1873 - Lucien Mérignac, schermidore francese († 1941)
- 1873 - Giacomo Tauro, pedagogista italiano († 1951)
- 1874 - George Irving, attore e regista statunitense († 1961)
- 1874 - Charles Hesterman Merz, ingegnere britannico († 1940)
- 1875 - Leopoldo Parodi Delfino, imprenditore, banchiere e politico italiano († 1945)
- 1875 - Cyril Rootham, compositore, direttore d'orchestra e organista inglese († 1938)
- 1876 - Luigi Aldrovandi Marescotti, nobile, diplomatico e politico italiano († 1945)
- 1876 - Alessandra Starabba di Rudinì, religiosa e nobile italiana († 1931)
- 1877 - Edith Clements, botanica statunitense († 1971)
- 1877 - Annie Pétain, francese († 1962)
- 1877 - Oscar Taelman, canottiere belga († 1945)
- 1878 - Louise Dresser, attrice statunitense († 1965)
- 1879 - John Erskine, romanziere, critico letterario e poeta statunitense († 1951)
- 1879 - Gilchrist Maclagan, canottiere britannico († 1915)
- 1879 - Gennaro Pagano di Melito, militare e diplomatico italiano († 1944)
- 1879 - Francis Peyton Rous, medico statunitense († 1970)
- 1880 - Piet de Brouwer, arciere olandese († 1953)
- 1881 - Benvenuto Benvenuti, pittore italiano († 1959)
- 1881 - Leó Forgács, scacchista ungherese († 1930)
- 1881 - Barbu Lăzăreanu, storico della letteratura, filologo e attivista rumeno († 1957)
- 1881 - Francesco Pianzola, presbitero italiano († 1943)
- 1881 - Robert Stangland, lunghista e triplista statunitense († 1953)
- 1882 - Giorgio Abetti, astronomo e fisico italiano († 1982)
- 1882 - Herbert Blaché, regista, produttore cinematografico e sceneggiatore britannico († 1953)
- 1882 - Robert Goddard, scienziato, ingegnere e docente statunitense († 1945)
- 1882 - Gustavo Serena, attore e regista italiano († 1970)
- 1882 - Giacinto Vicinanza, militare italiano († 1916)
- 1883 - Ernst Pittschau, attore tedesco († 1951)
- 1883 - Guido Riccioli, attore italiano († 1958)
- 1884 - Denis Amiel, drammaturgo, scrittore e critico teatrale francese († 1977)
- 1884 - Glyn Philpot, pittore britannico († 1937)
- 1884 - Harry Warnken, ginnasta e multiplista statunitense († 1951)
- 1885 - Ida L'vovna Rubinštejn, danzatrice e mecenate russa († 1960)
- 1885 - Luisella Viviani, attrice teatrale e cantante italiana († 1968)
- 1886 - Carter DeHaven, attore, regista e sceneggiatore statunitense († 1977)
- 1887 - Anchise Brizzi, direttore della fotografia italiano († 1964)
- 1887 - René Cassin, giurista, magistrato e diplomatico francese († 1976)
- 1887 - Guido Caprotti, pittore italiano († 1966)
- 1887 - Gaspare Oliverio, archeologo e epigrafista italiano († 1956)
- 1887 - Carl Schutte, ciclista su strada statunitense († 1962)
- 1887 - Manny Ziener, attrice tedesca († 1972)
- 1888 - Mary Fuller, attrice e sceneggiatrice statunitense († 1973)
- 1889 - Albert Bollmann, calciatore tedesco († 1959)
- 1889 - Felice Borda, arbitro di calcio italiano († 1921)
- 1889 - Dirk Coster, fisico e chimico olandese († 1950)
- 1889 - David Walsh, arbitro di pallacanestro statunitense († 1975)
- 1890 - Kasimir Edschmid, scrittore tedesco († 1966)
- 1890 - Heinrich Vogt, astronomo tedesco († 1968)
- 1890 - William Williams, militare britannico († 1965)
- 1891 - Giuseppe Caradonna, politico italiano († 1963)
- 1891 - Arthur Edeson, direttore della fotografia statunitense († 1970)
- 1891 - Alfred Meyer, politico tedesco († 1945)
- 1891 - Aksel Sørensen, ginnasta danese († 1955)
- 1891 - Volterrano Volterrani, scultore italiano († 1963)
- 1892 - Assis Chateaubriand, giornalista, imprenditore e collezionista d'arte brasiliano († 1968)
- 1893 - Lajos Czeizler, calciatore e allenatore di calcio ungherese († 1969)
- 1893 - Raniero Nicolai, poeta italiano († 1958)
- 1893 - Giulio Cesare Pupilli, fisiologo italiano († 1973)
- 1894 - Del Andrews, regista, sceneggiatore e montatore statunitense († 1942)
- 1894 - Alessandro Casali, militare italiano († 1917)
- 1894 - Raffaele Libroia, militare italiano († 1918)
- 1894 - Leto Morvidi, politico e avvocato italiano († 1984)
- 1894 - Jan Plaček, calciatore cecoslovacco († 1957)
- 1894 - Donnino Pozzi, pittore italiano († 1946)
- 1895 - Walter Bedell Smith, generale statunitense († 1961)
- 1895 - Edith Ewing Bouvier Beale, socialite statunitense († 1977)
- 1895 - Väinö Ikonen, lottatore finlandese († 1954)
- 1895 - Svea Norén, pattinatrice artistica su ghiaccio svedese († 1985)
- 1895 - Bevil Rudd, velocista e mezzofondista sudafricano († 1948)
- 1895 - Antonio Sacconi, scacchista e compositore di scacchi italiano († 1968)
- 1896 - Raimundo Fernández-Cuesta, politico e diplomatico spagnolo († 1992)
- 1896 - Albrecht Knust, ballerino e coreografo tedesco († 1978)
- 1896 - Arnaldo Porta, calciatore brasiliano († 1971)
- 1896 - Constantin Rădulescu, calciatore, allenatore di calcio e arbitro di calcio rumeno († 1981)
- 1896 - John Torstensson, calciatore svedese († 1972)
- 1896 - Carlo Zanmatti, ingegnere italiano († 1978)
- 1897 - Francesco Arnaldi, latinista e lessicografo italiano († 1980)
- 1897 - Gaspar Cassadó, violoncellista e compositore spagnolo († 1966)
- 1897 - Guido Cavani, scrittore italiano († 1967)
- 1897 - Juan Del Prete, pittore italiano († 1987)
- 1897 - William V. Skall, direttore della fotografia statunitense († 1976)
- 1897 - Percy Spender, politico e diplomatico australiano († 1985)
- 1897 - Hans-Joachim von Falkenhausen, militare tedesco († 1934)
- 1898 - Ewald Balser, attore tedesco († 1978)
- 1898 - Ottorino Barassi, dirigente sportivo italiano († 1971)
- 1898 - Olav Kjelbotn, fondista norvegese († 1966)
- 1898 - Kenzō Masaoka, animatore giapponese († 1988)
- 1899 - Georges Bidault, politico francese († 1983)
- 1899 - Giorgio, duca del Meclemburgo, nobile tedesco († 1963)
- 1899 - Hans Kinzl, geografo, esploratore e alpinista austriaco († 1979)
- 1899 - Marcus Wallenberg, banchiere, velista e tennista svedese († 1982)
- 1900 - Francisco Luis Bernárdez, poeta e diplomatico argentino († 1978)
- 1900 - Bing Xin, scrittrice e poetessa cinese († 1999)
- 1900 - Margherita Bontade, politica italiana († 1992)
- 1900 - André Caillet, calciatore francese († 1925)
- 1900 - Nicolai Poliakoff, artista e circense russo († 1974)
- 1900 - Adolf Rambold, ingegnere e inventore tedesco († 1996)

## XX secolo(935)
- 1901 - Stewart Barrett, pallanuotista irlandese († 1982)
- 1901 - Francesco Caiti, calciatore e allenatore di calcio italiano
- 1901 - Angela Daneu Lattanzi, bibliotecaria e pittrice italiana († 1985)
- 1901 - Guglielmo Gajani, calciatore italiano († 1980)
- 1901 - Luciano Miori, latinista, grecista e traduttore italiano († 1985)
- 1901 - Rudolf Plemich, calciatore ungherese († 1969)
- 1902 - Larry Fine, attore, violinista e comico statunitense († 1975)
- 1902 - Ray Kroc, imprenditore statunitense († 1984)
- 1903 - Guido Aycard, calciatore e allenatore di calcio italiano († 1993)
- 1903 - Giuseppe Aniello Cafiero, scultore e pittore italiano († 1973)
- 1903 - Renata Cuneo, scultrice e ceramista italiana († 1995)
- 1903 - Marion King Hubbert, geofisico statunitense († 1989)
- 1903 - Aldo Masseglia, cantante italiano († 1978)
- 1903 - Ermanno Roveri, attore italiano († 1968)
- 1903 - Acruto Vitali, poeta, tenore e artista italiano († 1990)
- 1904 - Antônio de Aragão Campelo, vescovo cattolico brasiliano († 1988)
- 1904 - Maxine Elliott Hicks, attrice statunitense († 2000)
- 1905 - Giovanni Amati, produttore cinematografico e imprenditore italiano († 1980)
- 1905 - Óscar Bonfiglio, calciatore e allenatore di calcio messicano († 1987)
- 1905 - Karl Gall, calciatore austriaco († 1943)
- 1905 - Edvard Robert Gummerus, scrittore e traduttore finlandese († 1991)
- 1905 - John Hoyt, attore statunitense († 1991)
- 1906 - Agostino Baroni, arcivescovo cattolico e missionario italiano († 2001)
- 1906 - Carlo Campanini, attore italiano († 1984)
- 1906 - Renato William Jones, dirigente sportivo britannico († 1981)
- 1906 - Riccardo Okely, calciatore italiano († 1989)
- 1907 - Giuseppe Castelli, velocista italiano († 1941)
- 1907 - Jean Louis, costumista francese († 1997)
- 1907 - Rose Schlösinger, insegnante tedesca († 1943)
- 1908 - Wilhelm Dieckvoß, astronomo tedesco († 1982)
- 1908 - Joshua Logan, regista, sceneggiatore e produttore cinematografico statunitense († 1988)
- 1908 - René Poyen, attore francese († 1968)
- 1909 - Ilse Abel, attrice tedesca († 1959)
- 1909 - Leopold Kohr, economista, giurista e politologo statunitense († 1994)
- 1909 - Edward Osóbka-Morawski, politico polacco († 1997)
- 1910 - Gaetano Carancini, giornalista, critico cinematografico e sceneggiatore italiano († 1977)
- 1910 - Margit Elek, schermitrice ungherese († 1986)
- 1910 - Domenico Emanuelli, medico e politico italiano († 1950)
- 1910 - Delio Granchi, scultore e pittore italiano († 1997)
- 1910 - Nathan Jacobson, matematico statunitense († 1999)
- 1910 - Lionello Levi Sandri, giurista, partigiano e antifascista italiano († 1991)
- 1910 - Viero Migliorati, pittore e disegnatore italiano († 1943)
- 1910 - Luciano Mondolfo, attore e regista italiano († 1978)
- 1910 - Antonio Pesenti, economista e politico italiano († 1973)
- 1910 - Orlando Ricci, calciatore italiano
- 1911 - Omar Browning, cestista e allenatore di pallacanestro statunitense († 1978)
- 1911 - Carlo Ciglieri, generale italiano († 1969)
- 1911 - Flann O'Brien, scrittore e giornalista irlandese († 1966)
- 1911 - Son Sann, politico cambogiano († 2000)
- 1911 - Cataldo Spitale, calciatore argentino
- 1912 - Ettore Calvelli, scultore e medaglista italiano († 1997)
- 1912 - Horace Gwynne, pugile canadese († 2001)
- 1912 - Karl Hass, militare e criminale di guerra tedesco († 2004)
- 1912 - João Marinho Neto, supercentenario brasiliano
- 1912 - Riley Thomson, animatore e fumettista statunitense († 1960)
- 1913 - Robert Haggiag, produttore cinematografico italiano († 2009)
- 1913 - William Lehman, politico statunitense († 2005)
- 1913 - Erminio Maffioletti, pittore e scultore italiano († 2009)
- 1914 - Giuseppe Baisi, militare italiano († 1942)
- 1914 - Elfriede Kaun, altista tedesca († 2008)
- 1914 - Jack Medica, nuotatore statunitense († 1985)
- 1914 - Eddie Oram, cestista statunitense († 2004)
- 1914 - Robert Lee Wolverton, ufficiale statunitense († 1944)
- 1915 - Blanchette Brunoy, attrice francese († 2005)
- 1915 - Josef Diefenthal, militare tedesco († 2001)
- 1915 - Hugh Trefusis Brassey, ufficiale inglese († 1990)
- 1917 - Robert Adams, scultore e designer britannico († 1984)
- 1917 - Gene Anderson, cestista statunitense († 1999)
- 1917 - Paolo Damiani, militare e aviatore italiano († 1943)
- 1917 - Maria Laura Rocca, attrice e scrittrice italiana († 1999)
- 1917 - Corrado Giovannini, calciatore italiano († 1988)
- 1917 - Alfonso Lacedelli, sciatore alpino e bobbista italiano († 2012)
- 1917 - Magda Szabó, insegnante e scrittrice ungherese († 2007)
- 1918 - Jimmy Blanton, contrabbassista statunitense († 1942)
- 1918 - Ken Oberbruner, cestista, giocatore di baseball e allenatore di baseball statunitense († 1991)
- 1919 - Dagmar Cronstedt, conduttrice radiofonica svedese († 2006)
- 1919 - Donald Pleasence, attore britannico († 1995)
- 1919 - Pratap Kishor Deo, principe e politico indiano († 2001)
- 1919 - Boris Evdokimovič Ščerbina, politico sovietico († 1990)
- 1920 - Giulio Cisco, giornalista e scrittore italiano († 1999)
- 1920 - Raffaello Franchini, filosofo e saggista italiano († 1990)
- 1920 - Václav Havel, canoista cecoslovacco († 1979)
- 1920 - Meliton Kantaria, militare sovietico († 1993)
- 1920 - Al Lujack, cestista statunitense († 2002)
- 1920 - Gigi Marsico, cestista e allenatore di pallacanestro italiano († 2002)
- 1920 - Clara Schroth-Lomady, ginnasta statunitense († 2014)
- 1921 - Piero Cazzola, scrittore e slavista italiano († 2015)
- 1921 - Phạm Duy, compositore e cantante vietnamita († 2013)
- 1921 - Carlo Maria Pensa, giornalista e drammaturgo italiano († 2014)
- 1921 - Luis Romero Pérez, pugile spagnolo († 2008)
- 1921 - Bill Willis, giocatore di football americano statunitense († 2007)
- 1922 - José Froilán González, pilota automobilistico argentino († 2013)
- 1922 - Ciccio Ingrassia, attore, comico e regista italiano († 2003)
- 1922 - Harry McIlvenny, calciatore inglese († 2009)
- 1922 - Woodrow Parfrey, attore statunitense († 1984)
- 1922 - Jock Stein, calciatore e allenatore di calcio scozzese († 1985)
- 1923 - Yves Cros, ostacolista francese († 1995)
- 1923 - Stig Dagerman, giornalista, scrittore e anarchico svedese († 1954)
- 1923 - Albert Guðmundsson, calciatore e politico islandese († 1994)
- 1923 - Glynis Johns, attrice britannica († 2024)
- 1923 - Vera Molnar, attrice tedesca († 1986)
- 1924 - José Donoso, scrittore e giornalista cileno († 1996)
- 1924 - Olga Gyarmati, lunghista ungherese († 2013)
- 1924 - Elda Lanza, giornalista, conduttrice televisiva e scrittrice italiana († 2019)
- 1924 - Nello Lauredi, ciclista su strada italiano († 2001)
- 1924 - Matteo Manuguerra, baritono francese († 1998)
- 1924 - Franco Paludetti, fumettista e illustratore italiano († 2008)
- 1924 - Kieron Moore, attore irlandese († 2007)
- 1925 - Gail Davis, attrice statunitense († 1997)
- 1925 - Bill Dixon, musicista, compositore e educatore statunitense († 2010)
- 1925 - Antoine Gizenga, politico della Repubblica Democratica del Congo († 2019)
- 1925 - Sidney Harth, violinista e direttore d'orchestra statunitense († 2011)
- 1925 - Roberto Juarroz, poeta argentino († 1995)
- 1925 - Herbert Kretzmer, giornalista e paroliere sudafricano († 2020)
- 1925 - Raisa Stepanovna Stručkova, ballerina sovietica († 2005)
- 1925 - Paul Wild, astronomo svizzero († 2014)
- 1926 - Avraham Adan, generale israeliano († 2012)
- 1926 - Mario Adorati, carabiniere italiano († 1996)
- 1926 - Coen Dillen, calciatore olandese († 1990)
- 1926 - Franco Filippazzi, informatico e saggista italiano
- 1926 - Mariano Ozores, regista e sceneggiatore spagnolo († 2025)
- 1926 - Mahmoud Reza Pahlavi, principe iraniano († 2001)
- 1927 - Rolf Herricht, attore, comico e cantante tedesco († 1981)
- 1927 - Bruce Millan, politico britannico († 2013)
- 1927 - Carmelo Pujia, politico italiano († 2022)
- 1927 - Omar Sabry, pallanuotista egiziano († 2021)
- 1928 - Emidio Bruni, politico e partigiano italiano († 2014)
- 1928 - Marisa Colomber, cantante e attrice italiana († 2013)
- 1928 - Louise Fitzhugh, scrittrice e illustratrice statunitense († 1974)
- 1928 - Geert Hofstede, antropologo e psicologo olandese († 2020)
- 1928 - Gilbert Shea, tennista statunitense († 2020)
- 1928 - Alberto Sughi, pittore italiano († 2012)
- 1928 - Kurt Tschenscher, arbitro di calcio tedesco († 2014)
- 1928 - Masud Alioglu, scrittore azero († 1973)
- 1929 - Jurij Arcutanov, ingegnere russo († 2019)
- 1929 - Umbro Battaglini, artista italiano († 2007)
- 1929 - Seymour Geisser, statistico statunitense († 2004)
- 1929 - Richard Gordon, astronauta statunitense († 2017)
- 1929 - Simon Streatfeild, violista, direttore d'orchestra e docente britannico († 2019)
- 1929 - Fulvio Zonch, calciatore e allenatore di calcio italiano († 2006)
- 1930 - June Dalziel Almeida, virologa britannica († 2007)
- 1930 - Gaetano Anzalone, politico, dirigente sportivo e imprenditore italiano († 2018)
- 1930 - César Herrera, ex cestista messicano
- 1930 - Skip Homeier, attore statunitense († 2017)
- 1930 - Luciano Pedro Mendes de Almeida, arcivescovo cattolico e gesuita brasiliano († 2006)
- 1930 - Gianfranco Monaldi, direttore d'orchestra, compositore e arrangiatore italiano († 2007)
- 1930 - Rahmon Nabiev, politico tagiko († 1993)
- 1930 - John Pearson, scrittore e biografo britannico († 2021)
- 1930 - Pavel Romanovič Popovič, cosmonauta sovietico († 2009)
- 1930 - Romeo Ricciuti, politico italiano († 2024)
- 1930 - Elaine Roulet, religiosa statunitense († 2020)
- 1930 - Reinhard Selten, economista e esperantista tedesco († 2016)
- 1930 - Luigi Tola, artista e poeta italiano († 2014)
- 1931 - Carlo Da Prà, bobbista italiano († 1993)
- 1931 - Nadežda Konjaeva, ex giavellottista sovietica
- 1931 - Valentin Lazarov, arbitro di pallacanestro bulgaro († 2020)
- 1931 - Christiane Mercelis, tennista belga († 2024)
- 1931 - Galina Šamraj, ginnasta sovietica († 2022)
- 1932 - Neal Ascherson, giornalista e saggista scozzese
- 1932 - Hyman Bass, matematico statunitense
- 1932 - Vicente Gambardella, ex calciatore argentino
- 1932 - Cesare Pinarello, pistard, ciclista su strada e dirigente sportivo italiano († 2012)
- 1933 - Jurij Baulin, hockeista su ghiaccio sovietico († 2008)
- 1933 - Gianni Corsolini, allenatore di pallacanestro e dirigente sportivo italiano († 2021)
- 1933 - Jess Lapid, attore e produttore cinematografico filippino († 1968)
- 1933 - Thomas Mathiesen, sociologo norvegese († 2021)
- 1933 - Enzo Matteucci, calciatore e allenatore di calcio italiano († 1992)
- 1933 - Arrigo Menicocci, canottiere italiano († 1956)
- 1933 - Giancarlo Rebizzi, ex calciatore italiano
- 1933 - Billy Lee Riley, cantante statunitense († 2009)
- 1934 - Enrico Bondi, dirigente d'azienda italiano
- 1934 - Beniamino Brocca, pedagogista e politico italiano († 2024)
- 1934 - Angelo Buono, serial killer statunitense († 2002)
- 1934 - João Maria Messi, vescovo cattolico italiano
- 1934 - Silvano Nebl, pittore, incisore e scultore italiano († 1991)
- 1934 - Liliana Scaricabarozzi, ginnasta italiana († 1996)
- 1934 - Kenneth Tsang, attore hongkonghese († 2022)
- 1935 - Peter Brown, attore statunitense († 2016)
- 1935 - Tarcisio Meira, attore brasiliano († 2021)
- 1935 - José Neto, calciatore portoghese († 1987)
- 1935 - Enrico Peyretti, attivista e saggista italiano
- 1935 - Laurent Robuschi, ex calciatore francese
- 1935 - Orlando Ruiz, schermidore cubano († 2017)
- 1936 - Gérard Aygoui, calciatore francese († 2021)
- 1936 - Ken Bracewell, allenatore di calcio e ex calciatore inglese
- 1936 - Flavio Frontali, calciatore italiano († 1991)
- 1936 - Jean-Noël Grinda, ex tennista francese
- 1936 - Václav Havel, politico, drammaturgo e saggista ceco († 2011)
- 1936 - Dino Siani, pianista, compositore e arrangiatore italiano († 2017)
- 1936 - Adrian Smith, ex cestista statunitense
- 1937 - Bruno Battisti D'Amario, compositore e chitarrista italiano
- 1937 - Ollan Cassell, ex velocista statunitense
- 1937 - Bob Ledger, calciatore inglese († 2015)
- 1937 - Bob Marchese, attore italiano († 2023)
- 1937 - Alfonso Ottaviani, pentatleta italiano († 2008)
- 1937 - Ernst Scherzer, ex sciatore alpino tedesco
- 1937 - Barry Switzer, allenatore di football americano statunitense
- 1937 - Grazia Varisco, artista e grafica italiana
- 1937 - Sergio Vatta, calciatore, allenatore di calcio e dirigente sportivo italiano († 2020)
- 1938 - Milan Čop, ex calciatore jugoslavo
- 1938 - Teresa Heinz, imprenditrice e filantropa statunitense
- 1938 - Kim Kyok-sik, generale e politico nordcoreano († 2015)
- 1938 - László Kovács, scacchista ungherese († 2000)
- 1938 - Jan Lauwers, ex ciclista su strada belga
- 1938 - Ed Ocampo, cestista e allenatore di pallacanestro filippino († 1992)
- 1938 - Donato Pace, politico e avvocato italiano († 2014)
- 1938 - Silvia Vegetti Finzi, psicologa e pedagogista italiana
- 1939 - Marie-Claire Blais, scrittrice canadese († 2021)
- 1939 - Jeff Cohen, cestista statunitense († 1978)
- 1939 - Jean Deloffre, ex calciatore francese
- 1939 - Dragan Kovačić, cestista jugoslavo († 1999)
- 1939 - Marie Laforêt, cantante e attrice francese († 2019)
- 1939 - Mario Giuseppe Losano, filosofo italiano
- 1939 - A. R. Penck, pittore, scultore e artista tedesco († 2017)
- 1939 - Walter Wolf, imprenditore, manager e dirigente sportivo canadese
- 1939 - José de Assis Aragão, ex arbitro di calcio brasiliano
- 1940 - Rein Aun, multiplista sovietico († 1995)
- 1940 - Alberto Bombassei, imprenditore, dirigente d'azienda e politico italiano
- 1940 - Milena Dravić, attrice serba († 2018)
- 1940 - Alessandro Ghisalberti, filosofo e storico della filosofia italiano
- 1940 - Giuliano Pez, ex calciatore italiano
- 1940 - Paolo de Lalla, giurista, filosofo e musicologo italiano († 2019)
- 1941 - Stephanie Cole, attrice britannica
- 1941 - Eduardo Duhalde, avvocato e politico argentino
- 1942 - Patrizia Adami Rook, psicologa, psicoterapeuta e psicoanalista italiana († 2007)
- 1942 - Nella Anfuso, musicologa e soprano italiana
- 1942 - Mario Crescenzio, politico e insegnante italiano († 2024)
- 1942 - Bruce McGregor Davis, criminale statunitense
- 1942 - Giuseppe Grassi, ex ciclista su strada italiano
- 1942 - Adam Hochschild, scrittore, giornalista e storico statunitense
- 1942 - David Leslie Johnson-McGoldrick, sceneggiatore statunitense
- 1942 - John Seale, direttore della fotografia australiano
- 1942 - Christian Wagner, montatore statunitense
- 1942 - Ron Whitney, ex ostacolista statunitense
- 1943 - Paola Bertoni, cantante italiana († 2018)
- 1943 - Ginny Brown-Waite, politica statunitense
- 1943 - Ben Cardin, politico statunitense
- 1943 - Ivan Davidov, calciatore bulgaro († 2015)
- 1943 - Günther Dreyer, egittologo tedesco († 2019)
- 1943 - Steve Miller, cantautore e chitarrista statunitense
- 1943 - Michael Morpurgo, scrittore e poeta britannico
- 1943 - Gerhard Mussner, ex sciatore alpino italiano
- 1943 - Jaromír Málek, egittologo ceco († 2023)
- 1943 - Patrizio Petrucci, politico italiano
- 1943 - William R. Stoeger, astronomo e teologo statunitense († 2014)
- 1943 - Inna Čurikova, attrice russa († 2023)
- 1944 - Michael Ande, attore e doppiatore tedesco
- 1944 - Lothar Baumgarten, artista tedesco († 2018)
- 1944 - Richard Cragun, ballerino statunitense († 2012)
- 1944 - Kunihiro Iwasaki, ex nuotatore giapponese
- 1944 - Nils Malmros, regista e sceneggiatore danese
- 1944 - Gianni Mazza, direttore d'orchestra, compositore e tastierista italiano
- 1944 - Cesare Nosiglia, arcivescovo cattolico italiano
- 1944 - Richard Rosser, politico e sindacalista britannico († 2024)
- 1945 - Giorgio d'Arpino, dirigente sportivo italiano († 2017)
- 1945 - Geoff Leigh, flautista e sassofonista inglese
- 1945 - Carlo Pagetti, critico letterario e anglista italiano
- 1945 - Bernard Vallée, schermidore francese († 2021)
- 1945 - Dwight Waller, cestista statunitense († 2021)
- 1945 - Fernando Zunzunegui, calciatore spagnolo († 2014)
- 1946 - Thomson Allan, ex calciatore scozzese
- 1946 - Paolo Biagetti, scenografo italiano († 2004)
- 1946 - Franco Chiusoli, politico italiano
- 1946 - Billy DeAngelis, ex cestista statunitense
- 1946 - Michele Mario Elia, dirigente pubblico italiano
- 1946 - Giorgio Fornoni, giornalista italiano
- 1946 - Paolo Giuntella, giornalista e scrittore italiano († 2008)
- 1946 - Brian Jacks, judoka inglese
- 1946 - Kjell Johansson, tennistavolista svedese († 2011)
- 1946 - Peter Hargreaves, imprenditore inglese
- 1946 - Gianni Leali, allenatore di calcio, preparatore atletico e scrittore italiano
- 1946 - Bernard Lech, ex calciatore francese
- 1946 - Heather MacRae, attrice statunitense
- 1946 - Enrico Marrucci, politico italiano
- 1946 - Nicola Maria Martino, artista e pittore italiano
- 1946 - Bernardo Onori, ex pugile italiano
- 1946 - Renato Serio, compositore, arrangiatore e direttore d'orchestra italiano († 2024)
- 1946 - David Watson, ex calciatore inglese
- 1947 - Fabio Barbieri, giornalista e scrittore italiano († 2005)
- 1947 - Giovanni D'Ercole, vescovo cattolico italiano
- 1947 - Gary Edwards, ex hockeista su ghiaccio canadese
- 1947 - Brian Johnson, cantante britannico
- 1947 - Marcelo Lara, ex tennista messicano
- 1947 - Mal Peet, scrittore e illustratore britannico († 2015)
- 1947 - Michèle Pierre-Louis, politica haitiana
- 1947 - Gary Rensing, ex calciatore statunitense
- 1947 - Graham Turner, ex calciatore, allenatore di calcio e dirigente sportivo inglese
- 1948 - Joseph Bruyère, ex ciclista su strada belga
- 1948 - Anna Tavano, atleta paralimpica francese († 2012)
- 1948 - Bernardino Terracciano, criminale italiano
- 1948 - Delroy Wilson, cantante giamaicano († 1995)
- 1948 - Zoran Živković, scrittore e saggista serbo
- 1948 - Annita van Iersel, pittrice olandese
- 1949 - Peter Ackroyd, scrittore britannico
- 1949 - Sergej Elevič, allenatore di pallacanestro russo
- 1949 - Norman Holmes, ex tennista statunitense
- 1949 - Tom Howe, ex calciatore statunitense
- 1949 - Klaus Ludwig, ex pilota automobilistico tedesco
- 1949 - Franco Meneghel, ex cestista italiano
- 1949 - Malika Mokeddem, scrittrice algerina
- 1949 - Douglas Regattieri, vescovo cattolico italiano
- 1950 - Božo Bakota, calciatore jugoslavo († 2015)
- 1950 - Eddie Clarke, chitarrista britannico († 2018)
- 1950 - Jeff Conaway, attore e regista statunitense († 2011)
- 1950 - Enrico dal Covolo, vescovo cattolico e teologo italiano
- 1950 - Laura Gemser, attrice, modella e costumista indonesiana
- 1950 - Hugo Hovenkamp, ex calciatore olandese
- 1950 - Edward P. Jones, scrittore statunitense
- 1950 - Milomir Minić, politico serbo
- 1950 - Giorgio Pagliari, avvocato e politico italiano
- 1950 - James Rizzi, artista statunitense († 2011)
- 1950 - Dave Thomas, ex calciatore inglese
- 1950 - Natale Vezzoli, ex pugile italiano
- 1950 - Paola del Medico, cantante svizzera
- 1951 - Karen Allen, attrice statunitense
- 1951 - Willie Donachie, allenatore di calcio e ex calciatore scozzese
- 1951 - Bob Geldof, cantante, attore e attivista irlandese
- 1951 - Marianne Noack, ex ginnasta tedesca
- 1951 - Gian Filippo Pizzo, saggista italiano († 2021)
- 1951 - Leah Poulos, ex pattinatrice di velocità su ghiaccio statunitense
- 1951 - Andreas Schulz, ex canottiere tedesco
- 1952 - Clive Barker, scrittore, fumettista e illustratore britannico
- 1952 - Harold Faltermeyer, compositore e produttore discografico tedesco
- 1952 - Aaron James, ex cestista e allenatore di pallacanestro statunitense
- 1952 - Vladimir Nevzorov, ex judoka sovietico
- 1952 - Emomalī Rahmon, politico e generale tagiko
- 1952 - Duncan Regehr, attore e pittore canadese
- 1952 - Gigi Sabani, imitatore, conduttore televisivo e cantante italiano († 2007)
- 1952 - Marisa Sacchetto, cantante italiana
- 1952 - Gordon Stout, percussionista, compositore e docente statunitense
- 1953 - Bernard Fritz, ex tennista francese
- 1953 - Gabriele Gravina, dirigente sportivo e banchiere italiano
- 1953 - Maria Leddi, politica italiana
- 1953 - John Relish, allenatore di calcio e ex calciatore inglese
- 1954 - Bruno Ballardini, saggista, scrittore e pubblicitario italiano
- 1954 - Ezio Cavagnetto, ex calciatore italiano
- 1954 - Jimmy Hartwig, ex calciatore tedesco
- 1954 - John Ikenberry, politologo statunitense
- 1954 - Giampiero Massolo, diplomatico e dirigente d'azienda italiano
- 1954 - Rosanna Moroni, politica italiana
- 1954 - Graham Oakey, ex calciatore inglese
- 1954 - Stipe Petrina, politico croato
- 1954 - Caterina Sylos Labini, attrice e doppiatrice italiana
- 1954 - Oleg Tepcov, regista sovietico
- 1954 - Clark Tippet, danzatore e coreografo statunitense († 1992)
- 1955 - Tate Armstrong, ex cestista statunitense
- 1955 - Bruce Campbell, cestista statunitense († 2013)
- 1955 - Javier Castañeda, ex calciatore spagnolo
- 1955 - Aurora Dan, ex schermitrice rumena
- 1955 - Alfonso Dastis, politico e diplomatico spagnolo
- 1955 - Bart Ehrman, biblista e filologo statunitense
- 1955 - Bob Jury, ex giocatore di football americano statunitense
- 1955 - Caroline Loeb, attrice, cantante e regista teatrale francese
- 1955 - Alex Martelli, ingegnere italiano
- 1955 - Ángela Molina, attrice spagnola
- 1955 - Denny Rehberg, politico statunitense
- 1955 - Kelvin Sampson, allenatore di pallacanestro statunitense
- 1955 - Sandra Torres, politica guatemalteca
- 1956 - John McCullough, ex cestista e allenatore di pallacanestro statunitense
- 1956 - Ron Nyswaner, sceneggiatore e regista statunitense
- 1956 - Lakis Papaioannou, ex calciatore greco
- 1956 - Ján Richter, politico slovacco
- 1957 - Marco Civoli, giornalista e conduttore televisivo italiano
- 1957 - Jeanne Evert, tennista statunitense († 2020)
- 1957 - Claudio Galderisi, filologo italiano
- 1957 - Antônio Carlos Gueiros Ribeiro, ex pallavolista brasiliano
- 1957 - Haydn Gwynne, attrice e cantante britannica († 2023)
- 1957 - Philippe Houvion, ex astista francese
- 1957 - Bernie Mac, comico, cabarettista e attore statunitense († 2008)
- 1957 - Antonino Marino, carabiniere italiano († 1990)
- 1957 - Jakob Nielsen, informatico e imprenditore danese
- 1957 - Lee Thompson, sassofonista britannico
- 1957 - Georgi Velinov, ex calciatore bulgaro
- 1958 - Charles Davis, ex cestista statunitense
- 1958 - Antonio Di Gennaro, ex calciatore italiano
- 1958 - Henry Duarte, allenatore di calcio costaricano
- 1958 - Mauro Febbo, politico italiano
- 1958 - Brent Jett, ex astronauta statunitense
- 1958 - André Kuipers, astronauta e medico olandese
- 1958 - Kenny Natt, ex cestista e allenatore di pallacanestro statunitense
- 1958 - Luiz Schiavon, cantante, musicista e compositore brasiliano († 2023)
- 1958 - Walburga d'Asburgo-Lorena, avvocata e politica tedesca
- 1958 - Jonathon Welch, tenore, pianista e direttore di coro australiano
- 1958 - Neil deGrasse Tyson, astrofisico e divulgatore scientifico statunitense
- 1959 - Imelda Bengoa, ex cestista spagnola
- 1959 - Mario Cei, attore italiano
- 1959 - Danny Chandler, pilota motociclistico statunitense († 2010)
- 1959 - Paulo Borges, filosofo e scrittore portoghese
- 1959 - Michele Fiore, militare italiano († 1991)
- 1959 - Laura Fogli, ex maratoneta italiana
- 1959 - Jerome Henderson, ex cestista statunitense
- 1959 - Feri Lainšček, scrittore, poeta e sceneggiatore sloveno
- 1959 - Maya Lin, scultrice statunitense
- 1959 - Michele Porcari, politico e avvocato italiano
- 1960 - Daniel Baldwin, attore statunitense
- 1960 - Krasimira Banova, ex cestista bulgara
- 1960 - Careca, ex calciatore brasiliano
- 1960 - Pietro Umberto Dini, filologo, traduttore e linguista italiano
- 1960 - Pierre Jacky, allenatore di calcio a 5 e ex calciatore francese
- 1960 - David Kirk, ex rugbista a 15, allenatore di rugby a 15 e dirigente d'azienda neozelandese
- 1960 - Sergej Sevost'janov, ex atleta paralimpico russo
- 1960 - David Wilson, ex nuotatore statunitense
- 1961 - Loreta Galdikienė, cestista lituana
- 1961 - Claudia Kristofics-Binder, ex pattinatrice artistica su ghiaccio austriaca
- 1961 - Mark Phillips, militare e politico guyanese
- 1962 - Michael Andretti, ex pilota automobilistico statunitense
- 1962 - Alfredo Castro, ex calciatore portoghese
- 1962 - Mike Conley, ex triplista e lunghista statunitense
- 1962 - Kevin Hitchcock, allenatore di calcio e ex calciatore inglese
- 1962 - Wole Odegbami, ex calciatore nigeriano
- 1962 - Juvenal Olmos, allenatore di calcio e ex calciatore cileno
- 1962 - Narciso Rodríguez, ex calciatore spagnolo
- 1962 - Jorge Villazán, ex calciatore uruguaiano
- 1963 - Christine Becker, schermitrice statunitense
- 1963 - John Buttigieg, allenatore di calcio e ex calciatore maltese
- 1963 - Giuseppe Castiglione, politico italiano
- 1963 - Filippo Maria Drago, politico italiano
- 1963 - Paul Franklin, allenatore di calcio e ex calciatore inglese
- 1963 - Michael Hadschieff, ex pattinatore di velocità su ghiaccio austriaco
- 1963 - Adil Hussain, attore indiano
- 1963 - Charlotte Link, scrittrice tedesca
- 1963 - Ivan Marzola, ex sciatore alpino italiano
- 1963 - Carlos Prono, ex calciatore argentino
- 1963 - Nick Robinson, giornalista, conduttore televisivo e editorialista britannico
- 1963 - Silvio Sosio, giornalista, editore e curatore editoriale italiano
- 1964 - Keiji Fujiwara, attore e doppiatore giapponese († 2020)
- 1964 - Seiko Hashimoto, ex pattinatrice di velocità su ghiaccio, ex pistard e politica giapponese
- 1964 - Denean Howard, ex velocista statunitense
- 1964 - Magnus Johansson, allenatore di calcio e ex calciatore svedese
- 1964 - Kim Sang-ho, allenatore di calcio e ex calciatore sudcoreano
- 1964 - Saira Shah, giornalista e scrittrice britannica
- 1964 - Letitia Vriesde, ex mezzofondista surinamese
- 1964 - Megumi Yokota, giapponese
- 1965 - Sergio Albelli, attore italiano
- 1965 - Trace Armstrong, ex giocatore di football americano statunitense
- 1965 - Silvano Benedetti, dirigente sportivo e ex calciatore italiano
- 1965 - Theo Bos, allenatore di calcio e calciatore olandese († 2013)
- 1965 - José Couso, giornalista spagnolo († 2003)
- 1965 - Phil Danaher, ex rugbista a 15, allenatore di rugby a 15 e imprenditore irlandese
- 1965 - Terje Hauge, ex arbitro di calcio norvegese
- 1965 - Greg Ireland, allenatore di hockey su ghiaccio canadese
- 1965 - Sergej Kopytov, ex sollevatore sovietico
- 1965 - Mario Lemieux, ex hockeista su ghiaccio e dirigente sportivo canadese
- 1965 - Matthias Lindner, ex calciatore tedesco orientale
- 1965 - Carlos Mayor, allenatore di calcio e ex calciatore argentino
- 1965 - Christophe Pélissier, allenatore di calcio e ex calciatore francese
- 1965 - Ramirez, cantante e musicista colombiano
- 1965 - Richey Reneberg, ex tennista statunitense
- 1965 - Patrick Roy, allenatore di hockey su ghiaccio e ex hockeista su ghiaccio canadese
- 1965 - Željko Vuković, ex calciatore croato
- 1965 - Gregor Židan, ex calciatore sloveno
- 1966 - Wilfred Agbonavbare, calciatore nigeriano († 2015)
- 1966 - Sean Carroll, astrofisico statunitense
- 1966 - Andrea De Maria, politico italiano
- 1966 - Caple Donaldson, calciatore giamaicano († 2009)
- 1966 - Nudžein Geca, ex calciatore bosniaco
- 1966 - Marcelo Herrera, allenatore di calcio e ex calciatore argentino
- 1966 - Lorenza Indovina, attrice italiana
- 1966 - Inesa Kravec', ex triplista e lunghista ucraina
- 1966 - Jeff Lebo, ex cestista e allenatore di pallacanestro statunitense
- 1966 - Terri Runnels, ex wrestler statunitense
- 1966 - Alessandro Serena, regista italiano
- 1966 - Alex Wurman, compositore statunitense
- 1967 - Danny Cannon, regista, sceneggiatore e produttore cinematografico inglese
- 1967 - Rex Chapman, ex cestista e dirigente sportivo statunitense
- 1967 - Wilson Contreras, ex calciatore cileno
- 1967 - Zhou Fengsuo, attivista cinese
- 1967 - Johnny Gioeli, cantante statunitense
- 1967 - Brian Horne, allenatore di calcio e ex calciatore inglese
- 1967 - Stéphane Ougier, ex rugbista a 15 e dirigente d'azienda francese
- 1967 - Guy Pearce, attore australiano
- 1967 - Jenna Russell, attrice teatrale e cantante britannica
- 1967 - Luis Alfonso Sosa, allenatore di calcio e ex calciatore messicano
- 1967 - Dorian West, rugbista a 15 e allenatore di rugby a 15 inglese
- 1968 - Juli Ashton, ex attrice pornografica statunitense
- 1968 - Fabián Estay, ex calciatore cileno
- 1968 - Xavier Gravelaine, dirigente sportivo, allenatore di calcio e ex calciatore francese
- 1968 - Guo Wengui, imprenditore cinese
- 1968 - John Jeffers, calciatore inglese († 2021)
- 1968 - Stefano Marini, ex calciatore italiano
- 1968 - Curt Miller, allenatore di pallacanestro e dirigente sportivo statunitense
- 1968 - Nana, rapper e disc jockey tedesco
- 1968 - Christiane Noll, attrice, cantante e doppiatrice statunitense
- 1968 - Giacomo Papi, scrittore e giornalista italiano
- 1968 - Giovanni Pisano, allenatore di calcio e ex calciatore italiano
- 1968 - Luis Quiñónez, ex calciatore colombiano
- 1969 - Giovanni Capalbo, attore italiano
- 1969 - Flegias, batterista e cantautore italiano
- 1969 - Eugene Jarecki, regista, sceneggiatore e produttore cinematografico statunitense
- 1969 - Viktor Leonenko, ex calciatore russo
- 1969 - Giorgio Lupano, attore italiano
- 1969 - Paoletta, disc jockey e conduttrice radiofonica italiana
- 1969 - Gabriel Vidal, ex calciatore spagnolo
- 1969 - Yu Jeong-ae, ex cestista sudcoreana
- 1970 - Josie Bissett, attrice statunitense
- 1970 - Laura Borràs, politica e filologa spagnola
- 1970 - Giacomo Costa, artista italiano
- 1970 - Nicolas Fontaine, ex sciatore freestyle canadese
- 1970 - Tord Gustavsen, pianista norvegese
- 1970 - Kang Hee-chan, ex tennistavolista sudcoreano
- 1970 - Denis Kapustin, ex triplista russo
- 1970 - Aleksandar Kristić, allenatore di calcio e ex calciatore serbo
- 1970 - Mark Luijpers, allenatore di calcio e ex calciatore olandese
- 1970 - Salvatore Matrecano, allenatore di calcio e ex calciatore italiano
- 1970 - Elie Mechantaf, ex cestista libanese
- 1970 - Cristiano Scapolo, allenatore di calcio e ex calciatore italiano
- 1970 - Berat Yenilmez, attore turco
- 1971 - Tonia Antoniazzi, politica e rugbista a 15 britannica
- 1971 - Oleg Asadulin, regista, sceneggiatore e produttore cinematografico russo
- 1971 - Alfredo Berti, allenatore di calcio e ex calciatore argentino
- 1971 - Bertrand Crasson, allenatore di calcio e ex calciatore belga
- 1971 - Guido Di Naccio, doppiatore e direttore del doppiaggio italiano
- 1971 - Carlos Espínola, velista argentino
- 1971 - Deon George, ex cestista e allenatore di pallacanestro canadese
- 1971 - Sascha Lewandowski, allenatore di calcio tedesco († 2016)
- 1971 - Alberto Mantelli, allenatore di calcio e ex calciatore italiano
- 1971 - Wim Omloop, ex ciclista su strada belga
- 1971 - Fabrizio Ortis, politico italiano
- 1971 - Mauricio Pellegrino, allenatore di calcio e ex calciatore argentino
- 1971 - Jorgelina Rimoldi, ex hockeista su prato argentina
- 1971 - Nicola Rizzoli, ex arbitro di calcio italiano
- 1971 - Derrick Sharp, ex cestista e allenatore di pallacanestro statunitense
- 1971 - Winston Story, attore statunitense
- 1971 - Sam Vincent, doppiatore canadese
- 1971 - Chris Whitney, ex cestista e dirigente sportivo statunitense
- 1972 - Vasil' Baranaŭ, ex calciatore bielorusso
- 1972 - Darren Bazeley, allenatore di calcio e ex calciatore inglese
- 1972 - Alain Goma, ex calciatore francese
- 1972 - Grant Hill, ex cestista statunitense
- 1972 - Ehren Kruger, sceneggiatore e produttore cinematografico statunitense
- 1972 - Aljaksej Mjadzvedzeŭ, lottatore bielorusso
- 1972 - Tena Negere, ex maratoneta etiope
- 1972 - Park Joo-mi, attrice sudcoreana
- 1972 - Efe Sodje, allenatore di calcio e ex calciatore inglese
- 1972 - Andrej Talalaev, allenatore di calcio e ex calciatore russo
- 1972 - Amir Turgeman, allenatore di calcio e ex calciatore israeliano
- 1972 - Francesco Verducci, politico italiano
- 1972 - Gilles Vidal, ingegnere e progettista francese
- 1972 - Sergen Yalçın, allenatore di calcio e ex calciatore turco
- 1972 - Varvara Zelenskaja, ex sciatrice alpina russa
- 1972 - Heorhij Čymerys, pentatleta ucraino
- 1973 - Apti Alaudinov, generale russo
- 1973 - Brandon Brantley, ex cestista e allenatore di pallacanestro statunitense
- 1973 - Nikki Dial, ex attrice pornografica statunitense
- 1973 - Claudio Fossati, compositore, batterista e percussionista italiano
- 1973 - Ulsi Manja, politico albanese
- 1973 - Sofía Mazagatos, modella spagnola
- 1973 - Tobias Schiegl, ex slittinista austriaco
- 1973 - Katia Tarasconi, politica italiana
- 1973 - Titof, ex attore pornografico francese
- 1973 - Cédric Villani, matematico e politico francese
- 1974 - Joško Bilić, ex calciatore croato
- 1974 - Geoffrey Claeys, ex calciatore belga
- 1974 - Christian Core, arrampicatore italiano
- 1974 - Douglas Emerson, attore statunitense
- 1974 - Rich Franklin, artista marziale misto statunitense
- 1974 - Heather Headley, cantautrice e attrice trinidadiana
- 1974 - Oliver Koletzki, disc jockey e produttore discografico tedesco
- 1974 - Robert Mateja, saltatore con gli sci polacco
- 1974 - Colin Meloy, musicista statunitense
- 1974 - Carmelo Occhipinti, storico dell'arte e critico d'arte italiano
- 1974 - Stefano Pergher, ex sciatore alpino italiano
- 1974 - Valentina Petrassi, ex cestista italiana
- 1974 - Jeff Strasser, allenatore di calcio e ex calciatore lussemburghese
- 1975 - Bobo Baldé, ex calciatore francese
- 1975 - Carlos Calado, ex lunghista, triplista e velocista portoghese
- 1975 - Vera Gheno, linguista, saggista e attivista italiana
- 1975 - Jochem van der Hoeven, ex calciatore olandese
- 1975 - Hans Espen Jordhøy, giocatore di calcio a 5 e calciatore norvegese
- 1975 - Kele Le Roc, cantante britannica
- 1975 - David Linarès, allenatore di calcio e ex calciatore francese
- 1975 - Liu Xiuhua, ex sollevatrice cinese
- 1975 - Diane Morgan, attrice britannica
- 1975 - Parminder Nagra, attrice britannica
- 1975 - Scott Weinger, attore e doppiatore statunitense
- 1975 - Kate Winslet, attrice, doppiatrice e cantante britannica
- 1976 - Giulio Ciotti, ex altista e allenatore di atletica leggera italiano
- 1976 - Nicola Ciotti, altista italiano
- 1976 - Mauro Colagreco, cuoco argentino
- 1976 - Matt Hamill, artista marziale misto e lottatore statunitense
- 1976 - Ramzan Kadyrov, politico, generale e dirigente sportivo russo
- 1976 - Felice Mastropierro, allenatore di calcio a 5 e ex giocatore di calcio a 5 italiano
- 1976 - Jens Nohka, bobbista tedesco
- 1976 - Pablo Solchaga, allenatore di calcio e ex calciatore argentino
- 1976 - Alessandra Sublet, conduttrice televisiva e conduttrice radiofonica francese
- 1977 - Christian Bassila, ex calciatore francese
- 1977 - Hugleikur Dagsson, artista e fumettista islandese
- 1977 - Tyrone Ellis, ex cestista e allenatore di pallacanestro statunitense
- 1977 - José Fernando Fumagalli, ex calciatore brasiliano
- 1977 - Quiara Alegría Hudes, drammaturga, paroliera e sceneggiatrice statunitense
- 1977 - Andreas Kaplan, economista tedesco
- 1977 - Edina Knapek, schermitrice ungherese
- 1977 - Pietro Marchese, scultore italiano
- 1977 - Valentina Marino, ex ginnasta italiana
- 1977 - Chad McCarty, allenatore di calcio e ex calciatore statunitense
- 1977 - Park Byung-joo, ex calciatore sudcoreano
- 1977 - Vinnie Paz, rapper e produttore discografico italiano
- 1977 - Luke Roberts, attore britannico
- 1977 - Konstantin Zyrjanov, allenatore di calcio e ex calciatore russo
- 1978 - Gustavo Biscayzacú, allenatore di calcio e ex calciatore uruguaiano
- 1978 - Fabien Boudarène, ex calciatore francese
- 1978 - Jürgen Brähmer, pugile tedesco
- 1978 - Prince Ikpe Ekong, ex calciatore nigeriano
- 1978 - Mark Gower, ex calciatore inglese
- 1978 - Mirko Lang, attore tedesco
- 1978 - Hamad Ndikumana, calciatore ruandese († 2017)
- 1978 - Jesse Palmer, ex giocatore di football americano canadese
- 1978 - Lindsey Pearlman, attrice statunitense († 2022)
- 1978 - Julio César Suazo, ex calciatore honduregno
- 1978 - Zhou Rui, schermidore cinese
- 1979 - Julio César Cáceres, ex calciatore paraguaiano
- 1979 - Patricia Conde, conduttrice televisiva spagnola
- 1979 - Darl Douglas, ex calciatore olandese
- 1979 - Lavelle Felton, cestista statunitense († 2009)
- 1979 - Vincenzo Grella, dirigente sportivo e ex calciatore australiano
- 1979 - Richard Justin Lado, calciatore sudsudanese
- 1979 - Konstantin Maevskij, allenatore di calcio a 5 e ex giocatore di calcio a 5 russo
- 1979 - Will McDonald, ex cestista statunitense
- 1979 - Gustavo Lobo Paradeda, ex giocatore di calcio a 5 brasiliano
- 1979 - Curtis Sanford, ex hockeista su ghiaccio canadese
- 1979 - Peter Sejna, ex hockeista su ghiaccio slovacco
- 1979 - Gao Yuanyuan, attrice e modella cinese
- 1979 - Turki bin Muhammad bin Fahd Al Sa'ud, principe, imprenditore e filantropo saudita
- 1980 - Humberlito Borges, ex calciatore brasiliano
- 1980 - Mikalaj Kašeŭski, ex calciatore bielorusso
- 1980 - Antōnīs Kezos, ex calciatore cipriota
- 1980 - Teana Miller, ex cestista statunitense
- 1980 - Pascal Papé, ex rugbista a 15 francese
- 1980 - Kelvin Peña, cestista dominicano
- 1980 - Yūta Tabuse, cestista giapponese
- 1980 - James Toseland, pilota motociclistico britannico
- 1980 - Ti West, regista, sceneggiatore e montatore statunitense
- 1981 - Matthias Beck, ex calciatore liechtensteinese
- 1981 - Breakbot, disc jockey e produttore discografico francese
- 1981 - Roberta D'Adda, ex calciatrice italiana
- 1981 - Isaiah Ekejiuba, giocatore di football americano statunitense
- 1981 - Enrico Fabris, allenatore di pattinaggio e ex pattinatore italiano
- 1981 - Petra Gläser, ex cestista tedesca
- 1981 - Yannick Kamanan, ex calciatore francese
- 1981 - Martin Kariya, hockeista su ghiaccio canadese
- 1981 - Sandro Klić, ex calciatore croato
- 1981 - Virginia Kull, attrice statunitense
- 1981 - Kwak Hee-ju, allenatore di calcio e ex calciatore sudcoreano
- 1981 - Nir Lavi, modello israeliano
- 1981 - Joel Lindpere, dirigente sportivo e ex calciatore estone
- 1981 - Tommy Lycén, ex calciatore svedese
- 1981 - Andy Nägelein, ex calciatore hongkonghese
- 1981 - Alper Ulusoy, arbitro di calcio turco
- 1981 - Julio Velázquez, allenatore di calcio spagnolo
- 1982 - Mohammad-Javad Azari Jahromi, politico e ingegnere iraniano
- 1982 - Thierno Bah, ex calciatore guineano
- 1982 - Francisco Bosch, attore e ballerino spagnolo
- 1982 - Karim Chaïbaï, ex giocatore di calcio a 5 belga
- 1982 - Leïla Chaibi, politica francese
- 1982 - Rustam Chudžamov, allenatore di calcio e ex calciatore ucraino
- 1982 - Trent Cole, giocatore di football americano statunitense
- 1982 - Henry Fa'arodo, ex calciatore salomonese
- 1982 - Ximena Herrera, attrice e modella messicana
- 1982 - Atli Jóhannsson, ex calciatore islandese
- 1982 - Jurģis Kalns, allenatore di calcio e ex calciatore lettone
- 1982 - Jessica Kelley, ex sciatrice alpina statunitense
- 1982 - Arūnas Klimavičius, ex calciatore lituano
- 1982 - Florian Kohfeldt, allenatore di calcio e ex calciatore tedesco
- 1982 - Richard Lee, ex calciatore inglese
- 1982 - Branko Mirković, ex cestista e dirigente sportivo serbo
- 1982 - Víctor Moreira, ex calciatore andorrano
- 1982 - Elena Romagnolo, mezzofondista e siepista italiana
- 1982 - Michael Roos, ex giocatore di football americano statunitense
- 1982 - Patrizia Terzoni, politica italiana
- 1982 - Saori Yoshida, lottatrice giapponese
- 1982 - Zhang Yining, ex tennistavolista cinese
- 1983 - Mosab Balhous, allenatore di calcio e ex calciatore siriano
- 1983 - Xavier Chen, ex calciatore belga
- 1983 - Jesse Eisenberg, attore statunitense
- 1983 - Hamid Ezzine, atleta marocchino
- 1983 - Nicky Hilton, modella, stilista e imprenditrice statunitense
- 1983 - Jádson, ex calciatore brasiliano
- 1983 - Florian Mayer, ex tennista tedesco
- 1983 - Anthony Mendy, giocatore di beach soccer francese
- 1983 - Corine Petit, ex calciatrice francese
- 1983 - Noah Segan, attore statunitense
- 1983 - Juan Manuel Vargas, ex calciatore peruviano
- 1983 - Matias Vegnaduzzo, ex calciatore argentino
- 1983 - Burak Özdemir, compositore, fagottista e coreografo tedesco
- 1984 - Yūtarō Abe, ex calciatore giapponese
- 1984 - Tiana Benjamin, attrice britannica
- 1984 - Iryna Brémond, tennista bielorussa
- 1984 - Carlos Caballero, ex calciatore spagnolo
- 1984 - Zlatko Dedič, ex calciatore sloveno
- 1984 - Marc Grieder, ex hockeista su ghiaccio, allenatore di hockey su ghiaccio e dirigente sportivo svizzero
- 1984 - Cara Horgan, attrice britannica
- 1984 - Kenwyne Jones, ex calciatore trinidadiano
- 1984 - Glenn McMillan, attore brasiliano
- 1984 - Laura Mononen, fondista finlandese
- 1984 - Bruno Monteiro, ex calciatore portoghese
- 1984 - Igor Penov, cestista macedone
- 1984 - Colonel Reyel, cantante e disc jockey francese
- 1984 - Gastón Sangoy, ex calciatore argentino
- 1984 - Nate Thompson, ex hockeista su ghiaccio statunitense
- 1984 - Oleksandr Vorobjov, ginnasta ucraino
- 1985 - Carolina Bartczak, attrice canadese
- 1985 - Denilson Gabionetta, calciatore brasiliano
- 1985 - Matt Johnson, attore e regista canadese
- 1985 - Kim Song-guk, tiratore a segno nordcoreano
- 1985 - Rebecca Llewellyn, ex tennista britannica
- 1985 - Matteo Marsaglia, ex sciatore alpino italiano
- 1985 - Barry Murphy, ex nuotatore irlandese
- 1985 - Rina Dewi Puspitasari, ex arciera indonesiana
- 1985 - Nicola Roberts, cantante britannica
- 1985 - Fidji Simo, manager francese
- 1985 - Yue Qingshuang, giocatrice di curling cinese
- 1986 - Hamad Al-Enezi, calciatore kuwaitiano
- 1986 - Elmir Alimzhanov, schermidore kazako
- 1986 - Celson João Barros Costa, ex calciatore angolano
- 1986 - Mladen Bartulović, allenatore di calcio e ex calciatore croato
- 1986 - Vladimir Bogdanović, ex calciatore serbo
- 1986 - Rui Alberto Faria da Costa, ciclista su strada portoghese
- 1986 - Dominic James, ex cestista statunitense
- 1986 - Nikita Kurbanov, cestista russo
- 1986 - Paweł Leończyk, cestista polacco
- 1986 - Jun Masuo, attore, modello e musicista giapponese
- 1986 - Tanner Roark, giocatore di baseball statunitense
- 1986 - Novica Veličković, ex cestista serbo
- 1986 - Joaquin Wilde, wrestler statunitense
- 1987 - Foluke Akinradewo, pallavolista statunitense
- 1987 - Marino Cardelli, ex sciatore alpino sammarinese
- 1987 - Nick Cummins, ex rugbista a 15, ex rugbista a 7 e personaggio televisivo australiano
- 1987 - Dillon Francis, disc jockey, produttore discografico e comico statunitense
- 1987 - Bartosch Gaul, allenatore di calcio tedesco
- 1987 - Jesse Joensuu, hockeista su ghiaccio finlandese
- 1987 - Maklibè Kouloum, calciatore togolese
- 1987 - Liao Hui, sollevatore cinese
- 1987 - Marcênio, giocatore di calcio a 5 brasiliano
- 1987 - Jordan Miliev, ex calciatore bulgaro
- 1987 - Kevin Mirallas, ex calciatore belga
- 1987 - Park So-yeon, cantante e attrice sudcoreana
- 1987 - Hadleigh Parkes, rugbista a 15 neozelandese
- 1987 - Tim Ream, calciatore statunitense
- 1987 - Xhevahir Sukaj, ex calciatore albanese
- 1987 - Javier Villa, pilota automobilistico spagnolo
- 1987 - Luigi Vitale, ex calciatore italiano
- 1987 - Wellington Carlos da Silva, ex calciatore brasiliano
- 1987 - Brandan Wright, ex cestista statunitense
- 1987 - Aleksandra Žekova, ex snowboarder bulgara
- 1988 - Liban Abdi, calciatore somalo
- 1988 - Salman Al-Moasher, calciatore saudita
- 1988 - Stephen Alimenda, ex calciatore zimbabwese
- 1988 - Iva Borović, ex cestista e allenatrice di pallacanestro croata
- 1988 - Bobby Edner, attore statunitense
- 1988 - Moestafa El Kabir, ex calciatore marocchino
- 1988 - Valerij Fedorčuk, ex calciatore ucraino
- 1988 - Claudia Ferraris, modella italiana
- 1988 - Corin Henry, cestista statunitense
- 1988 - Greg Jones, giocatore di football americano statunitense
- 1988 - Robbie Kruse, ex calciatore australiano
- 1988 - Matilda Mecini, modella albanese
- 1988 - Kevin Oluwole Olusola, musicista statunitense
- 1988 - Anastagia Pierre, modella bahamense
- 1988 - Damir Rašić, calciatore croato
- 1988 - Danijel Rašić, calciatore croato
- 1988 - Daniel Toribio, calciatore spagnolo
- 1988 - Anthony Van Loo, ex calciatore belga
- 1988 - Sam Warburton, rugbista a 15 britannico
- 1989 - Kelsey Adrian, ex cestista canadese
- 1989 - Jerime Anderson, cestista statunitense
- 1989 - Douglas Grolli, calciatore brasiliano
- 1989 - Peter Horne, rugbista a 15 britannico
- 1989 - Ify Ibekwe, ex cestista statunitense
- 1989 - Cvetelina Janeva, cantante bulgara
- 1989 - Travis Kelce, giocatore di football americano e attore statunitense
- 1989 - Kenshō Ono, attore, doppiatore e cantante giapponese
- 1989 - André Pinto, ex calciatore portoghese
- 1989 - Daniele Ratto, ex ciclista su strada italiano
- 1989 - Kimiya Satō, pilota automobilistico giapponese
- 1989 - Raoua Tlili, atleta paralimpica tunisina
- 1989 - Valas, rapper portoghese
- 1989 - Benjamin Weger, biatleta svizzero
- 1989 - Katarzyna Woźniak, pattinatrice di velocità su ghiaccio polacca
- 1989 - Brigite dos Santos, modella angolana
- 1990 - Mohamed Ali Yacoubi, calciatore tunisino
- 1990 - Sam Barrington, giocatore di football americano statunitense
- 1990 - Josh Bugajski, canottiere britannico
- 1990 - Andrea Colombo, arbitro di calcio italiano
- 1990 - Federico Delbonis, ex tennista argentino
- 1990 - Miguel Ángel Garrido Cifuentes, calciatore spagnolo
- 1990 - Susana Abaitua, attrice spagnola
- 1990 - Jean-Claude Iranzi, calciatore ruandese
- 1990 - Myles Jeffrey, attore e doppiatore statunitense
- 1990 - Jesús Valdés, pallavolista messicano
- 1990 - Kathleen Luft, allenatrice di pallavolo e ex pallavolista statunitense
- 1990 - Ali Mabkhout, calciatore emiratino
- 1990 - Josh Matavesi, rugbista a 15 figiano
- 1990 - Ferdinand Oswald, ex calciatore tedesco
- 1990 - Taylour Paige, attrice e ballerina statunitense
- 1990 - Pia Pakarinen, modella finlandese
- 1990 - Lais Ribeiro, supermodella brasiliana
- 1990 - Blaž Rola, tennista sloveno
- 1990 - Thoi Singh, calciatore indiano
- 1990 - Anastasija Šljachovaja, pallavolista russa
- 1990 - Yuika Sugasawa, calciatrice giapponese
- 1990 - Birand Tunca, attore e modello turco
- 1990 - Umed Ukuri, calciatore etiope
- 1990 - Andreas Wittwer, ex calciatore svizzero
- 1990 - Caion, calciatore brasiliano
- 1991 - Betty Who, cantante australiana
- 1991 - Cosimo Chiricò, calciatore italiano
- 1991 - Knile Davis, giocatore di football americano statunitense
- 1991 - Bruno Giménez, calciatore uruguaiano
- 1991 - Jeong Min-su, pallavolista sudcoreano
- 1991 - Amjad Kalaf, calciatore iracheno
- 1991 - Franco Lamanna, rugbista a 15 uruguaiano
- 1991 - César Meza Colli, calciatore paraguaiano
- 1991 - Risto Mitrevski, calciatore macedone
- 1991 - Kyle Murphy, ciclista su strada statunitense
- 1991 - Sarah Noll, bobbista tedesca
- 1991 - Davide Petrucci, calciatore italiano
- 1991 - Arthur Pic, ex pilota automobilistico francese
- 1991 - Renato Santos, calciatore portoghese
- 1991 - Tornik'e Shengelia, cestista georgiano
- 1991 - Christopher Weber, bobbista tedesco
- 1991 - Xiao Zhan, attore e cantante cinese
- 1991 - Zulfahmi Arifin, calciatore singaporiano
- 1991 - Takahiro Ōgihara, calciatore giapponese
- 1992 - Jamiu Alimi, ex calciatore nigeriano
- 1992 - Sven Bärtschi, ex hockeista su ghiaccio svizzero
- 1992 - Kevin Bigler, ex calciatore svizzero
- 1992 - Annika Bruhn, nuotatrice tedesca
- 1992 - Andrij Curikov, calciatore ucraino
- 1992 - Marco Fossati, calciatore italiano
- 1992 - Kamo Hovhannisyan, calciatore armeno
- 1992 - Mercedes Lambre, attrice argentina
- 1992 - Kevin Magnussen, pilota automobilistico danese
- 1992 - Antonella Marrone, calciatrice italiana
- 1992 - Lee Nicholls, calciatore inglese
- 1992 - Christoffer Nyman, calciatore svedese
- 1992 - Cody Zeller, cestista statunitense
- 1993 - Mikey Ambrose, ex calciatore statunitense
- 1993 - Federico Bravo, calciatore argentino
- 1993 - Olivia Chance, calciatrice neozelandese
- 1993 - João Domingues, tennista portoghese
- 1993 - Nicola Falasco, calciatore italiano
- 1993 - Alex Hamilton, cestista statunitense
- 1993 - Denis Kutin, calciatore russo
- 1993 - Jewell Loyd, cestista statunitense
- 1993 - Laura Maasik, siepista e mezzofondista estone
- 1993 - Matti Mattsson, nuotatore finlandese
- 1993 - Lucas Noguera Paz, rugbista a 15 argentino
- 1993 - Valentina Pedretti, ex calciatrice italiana
- 1993 - Dominic Ressel, judoka tedesco
- 1993 - Luciano Slagveer, calciatore olandese
- 1993 - Chanathip Songkrasin, calciatore tailandese
- 1993 - Alex Tilley, ex sciatrice alpina britannica
- 1994 - Jake Atlas, wrestler statunitense
- 1994 - Jamie Clarke, giocatore di snooker gallese
- 1994 - Rui Dabó, calciatore portoghese
- 1994 - Matteo Faustini, cantautore e musicista italiano
- 1994 - Tre'Shaun Fletcher, ex cestista statunitense
- 1994 - Eric Garcia, cestista statunitense
- 1994 - Paolo Inselvini, politico italiano
- 1994 - Leontía Kallénou, altista cipriota
- 1994 - Said Llambay, calciatore argentino
- 1994 - Park Ju-hyun, attrice sudcoreana
- 1994 - Spencer Sautu, calciatore zambiano
- 1994 - Kameron Taylor, cestista statunitense
- 1994 - Robert Tvorogal, ginnasta lituano
- 1994 - Zachary Williams, attore statunitense
- 1995 - Mathieu Kamba, cestista canadese
- 1995 - Nemanja Mašulović, pallavolista serbo
- 1995 - Conor Miller, giocatore di football americano statunitense
- 1995 - Mr FijiWiji, produttore discografico e disc jockey statunitense
- 1995 - Jonathan Okita, calciatore congolese (Repubblica Democratica del Congo)
- 1995 - Andrés Román, calciatore colombiano
- 1995 - Olivier Verdon, calciatore francese
- 1995 - Madis Vihmann, ex calciatore estone
- 1995 - Tsukasa Yoshida, judoka giapponese
- 1996 - Luis Acevedo, calciatore uruguaiano
- 1996 - David Bates, calciatore scozzese
- 1996 - Irene Casagrande, attrice italiana
- 1996 - Félix Chapman, pallavolista cubano
- 1996 - Santi Comesaña, calciatore spagnolo
- 1996 - Mary Gibbs, doppiatrice statunitense
- 1996 - Shannon Gomez, calciatore trinidadiano
- 1996 - Joanna Grisez, rugbista a 15 francese
- 1996 - Imaan Hammam, modella greca
- 1996 - Teal Harle, sciatore freestyle canadese
- 1996 - Adam Hastings, rugbista a 15 britannico
- 1996 - Yoshio Koizumi, calciatore giapponese
- 1996 - Alice Merryweather, ex sciatrice alpina statunitense
- 1996 - Sevn Alias, rapper olandese
- 1996 - Mohammad Naderi, calciatore iraniano
- 1996 - Kristijan Nikolov, cestista macedone
- 1996 - Gorete Semedo, velocista saotomense
- 1996 - Suttisak Singkhon, multiplista thailandese
- 1996 - Milena Smit, attrice spagnola
- 1996 - Tornike Tsjakadoea, judoka olandese
- 1997 - Chris Evans, giocatore di football americano statunitense
- 1997 - Michael Hoecht, giocatore di football americano canadese
- 1997 - Adam Lambert, snowboarder australiano
- 1997 - Pernille Mathiesen, ex ciclista su strada danese
- 1997 - Leticia Oro Melo, lunghista brasiliana
- 1997 - Jonathan Morsay, calciatore svedese
- 1997 - Michael Pittman Jr., giocatore di football americano statunitense
- 1997 - Benjamin Reymond, giocatore di football americano svizzero
- 1997 - Rong Ningning, lottatrice cinese
- 1998 - Florian Bierbaumer, giocatore di football americano austriaco
- 1998 - Ėrving Botaka, calciatore russo
- 1998 - Friso Emons, pattinatore di short track olandese
- 1998 - Mateo Hernández, calciatore argentino
- 1998 - José Lozano, calciatore messicano
- 1998 - Karri Pajarinen, giocatore di football americano finlandese
- 1998 - Exequiel Palacios, calciatore argentino
- 1998 - Laviska Shenault, giocatore di football americano statunitense
- 1998 - Antoine Viquerat, nuotatore francese
- 1998 - Dalton Wagner, giocatore di football americano statunitense
- 1999 - Ilaria Cusinato, nuotatrice italiana
- 1999 - Polina Gurýeva, sollevatrice turkmena
- 1999 - Ahmed Abunamous, calciatore palestinese
- 1999 - Mahmoud Jaber, calciatore israeliano
- 1999 - David Kasumu, calciatore inglese
- 1999 - Elias Maris, ciclista su strada belga
- 1999 - Connor McLennan, calciatore scozzese
- 1999 - Mika Pérez, pilota motociclistico spagnolo
- 1999 - Vale LP, cantautrice e rapper italiana
- 1999 - Sena Tomita, snowboarder giapponese
- 1999 - Abd-El-Aziz Yousef, calciatore somalo
- 2000 - Giacomo Altoè, pilota automobilistico italiano
- 2000 - Gabriel Brazão, calciatore brasiliano
- 2000 - Nicolás García, calciatore uruguaiano
- 2000 - Kamaile Hiapo, pallavolista statunitense
- 2000 - Femke Kok, pattinatrice di velocità su ghiaccio olandese
- 2000 - Daniel Martin, nuotatore rumeno
- 2000 - Eugene Omalla, velocista olandese
- 2000 - Fernando Rodríguez, calciatore argentino
- 2000 - Matúš Vojtko, calciatore slovacco
- 2000 - Ana Paula Vázquez, arciera messicana

## XXI secolo(24)
- 2001 - Dalila Bela, attrice canadese
- 2001 - Gervon Dexter, giocatore di football americano statunitense
- 2001 - Jonatan Hellvig, giocatore di beach volley svedese
- 2001 - Alioune Ndoye, calciatore senegalese
- 2001 - Yan Souto, calciatore brasiliano
- 2001 - Hugo Toumire, ciclista su strada francese
- 2001 - Norbert Wojtuszek, calciatore polacco
- 2002 - Israel Abanikanda, giocatore di football americano statunitense
- 2002 - Tameem Al-Abdullah, calciatore qatariota
- 2002 - Catherine Reline Amanang'ole, mezzofondista e maratoneta keniota
- 2002 - Hasrat Jafarov, lottatore azero
- 2002 - Jesurun Rak-Sakyi, calciatore inglese
- 2002 - Milan Vukotić, calciatore montenegrino
- 2003 - Eden Golan, cantante israeliana
- 2003 - Jaden Michael, attore statunitense
- 2003 - Hussein Hasan, calciatore iracheno
- 2004 - Choi Kwon-soo, attore sudcoreano
- 2004 - Nacho Ferri, calciatore spagnolo
- 2004 - Jessika Nash, calciatrice australiana
- 2005 - Bobbi Jo Griffin, sciatrice alpina statunitense
- 2005 - Serena Ottaviani, ginnasta italiana
- 2005 - Noah Nartey, calciatore danese
- 2006 - Maja-Li Iafrate Danielsson, snowboarder francese
- 2006 - Jacob Tremblay, attore canadese

## Senza anno specificato(2)
- Lola Artôt de Padilla, soprano francese († 1933)
- Jane Edwina Seymour, attrice australiana